# Seebad Woltersdorf
Die Siedlung Seebad Woltersdorf ist eine ab 1929 angelegte Siedlung der Gemeinde Woltersdorf auf dem ehemaligen Gelände der Filmstadt von Joe May am Kalksee.

## Geographie und Geologie
Seebad Woltersdorf liegt im Nordosten Woltersdorfs auf dem Gebiet des einstigen Höhenzuges Stolp. Während der glazialen Phase blieb hier ein Os zurück, der vor dem Eingriff des Menschen vom Stolpgraben im Norden in einer geschwungenen Linie bis zum Bauersee reichte. Östlich vom Stolp liegt der Kalksee, westlich der Kuhgraben und früher das heute trockengelegte Lange Luch.

### Von Kiesgruben zu Filmbergen
Ab 1880 wurde der durch die Kreischaussee zwischen Kalkberge und Erkner besser erschlossene Stolp fast zur Hälfte, besonders in seinem Süden abgetragen. Grund hierfür waren die Kies- und Sandvorkommen in diesem Höhenzug, die als Bau- und Füllmaterial für den Häuserbau in den benachbarten Gemeinden und Berlin genutzt wurden. Der südliche Teil des Höhenzuges war nach wenigen Jahrzehnten völlig von Abbaugruben durchzogen. Später dienten diese Gruben als Kulissen für die Filmstadt, weshalb die Überreste des südlichen Stolp heute den Namen Filmberge tragen.

## Geschichte

### Woltersdorf-Interlaken
Mit dem Bau der Chaussee von Kalkberge zum Bahnhof Erkner wurde der Nordosten von Woltersdorf erstmals erschlossen. An einem alten Wirtschaftsweg, der vom Woltersdorfer Kietz zu den Wiesen am Nordufer des Bauersees führte, entstand ab 1880 eine kleine Siedlung. Die dortige Gaststätte trug den Namen Interlaken. Damit wurde auf die Lage zwischen den Seen und auf die schweizerische Ortschaft verwiesen. Hier wurde 1884 auch der Woltersdorfer Verschönerungsverein gegründet.

### Filmstadt Woltersdorf

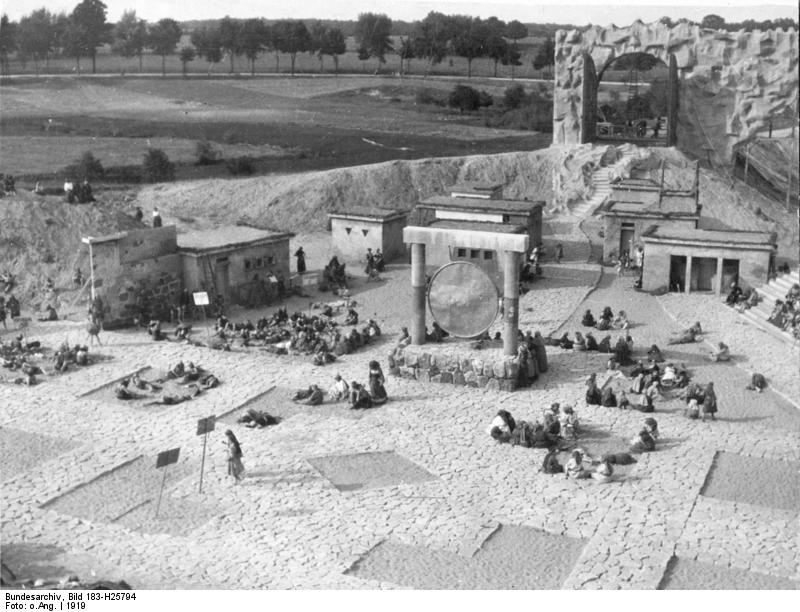
Filmdorf mit dem Marktplatz in Ophir für „Die Herrin der Welt“, 1919

Nördlich von Interlaken entstand nach dem Ersten Weltkrieg die Filmstadt von Joe May. Hier wurden die Außenaufnahmen für große Stummfilme gedreht, während die Innenaufnahmen in den Studios in Berlin-Weißensee entstanden. In den nächsten Jahren entstanden hier die beiden Teile von „Das indische Grabmal“ („Die Sendung des Yoghi“ und „Der Tiger von Eschnapur“) sowie „Die Herrin der Welt“. Am 25. August 1921 besuchte Reichspräsident Friedrich Ebert die Filmstadt Woltersdorf. Die meisten Überreste der Kulissen wurden kurz nach der Auflösung der Filmstadt fortgeschafft.

### Seebadsiedlung

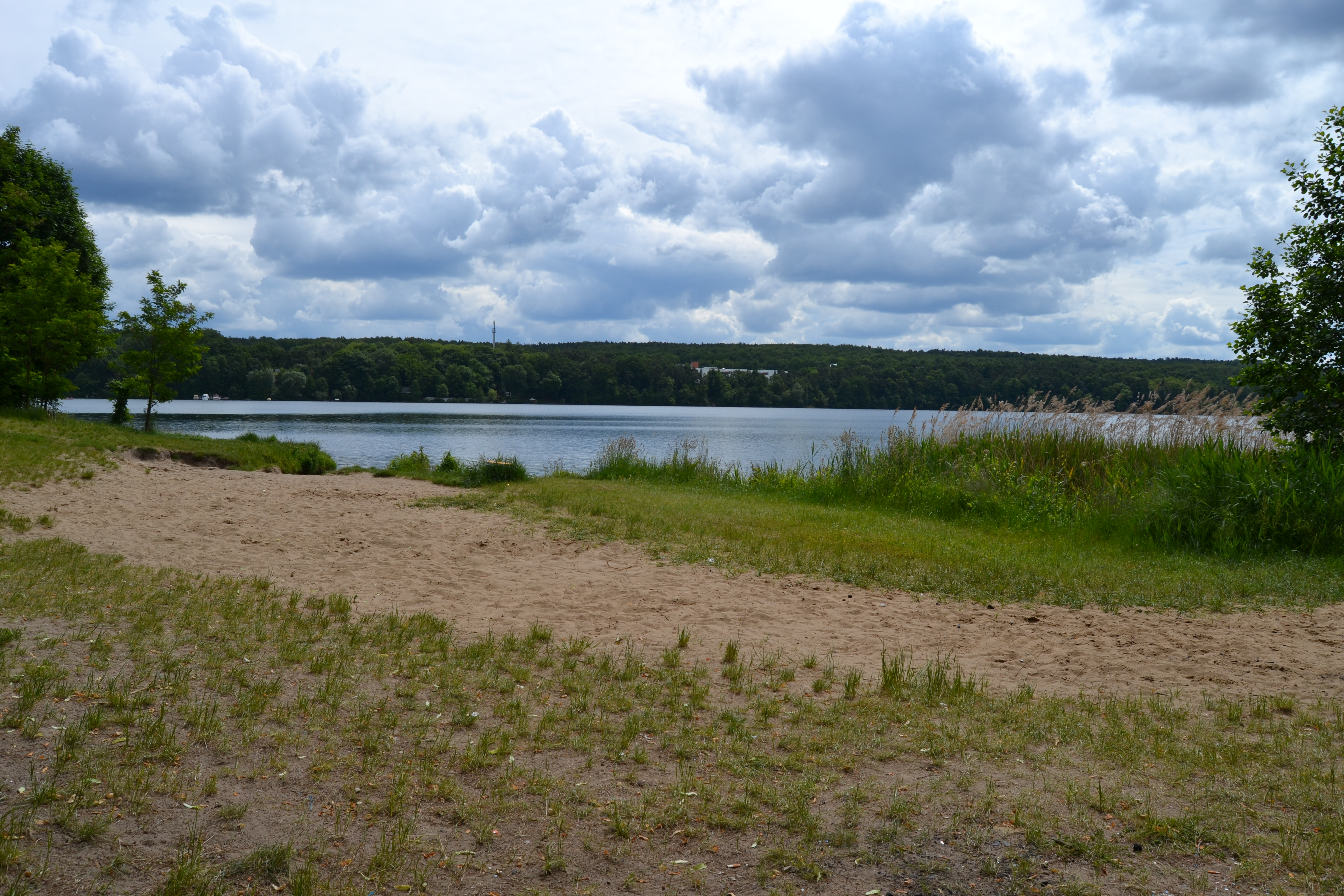
Strand am Film

Ende der Zwanziger Jahre verkaufte Joe May das Filmstadt-Gelände an die Gemeinde Woltersdorf. Die Gemeinde begann ab 1929 die Seebad-Siedlung anzulegen. Aufgrund des Zweiten Weltkrieges 1939 und dessen Folgen kam das Seebad nicht vollständig zur Ausführung. Die Straßen der Siedlung wurden 1939 nach „großdeutschen“ Komponisten benannt. Die Benennung erfolgte sehr uneinheitlich. Während zum Teil die Kurzform verwendet wurde (Mozartweg und Brahmsweg, aber Beethovenstraße, Schubertstraße, Brucknerstraße, Lortzingstraße, Schumannstraße, Weberstraße und Haydnstraße) wurde auch der vollständige Name genutzt (Richard-Wagner-Straße, Sebastian-Bach-Straße), wobei bei Bach der erste Vorname vergessen wurde. Dieser Fehler wurde bis heute nicht korrigiert. Umgangssprachlich wird die Siedlung deshalb auch Musikerviertel genannt. Die Straßen wurden in den folgenden Jahrzehnten nicht ausgebaut, die Haydnstraße sollte ursprünglich vom Seebad über den Kuhgraben bis zur Chaussee führen, wo ein großer Platz entstanden wäre. Der Uferstreifen zwischen Kietz und Stolp wurde für die Allgemeinheit freigehalten. In der DDR bildete das Seebad zusammen mit Stolp und Krähenwinkel den Wahlbezirk 6 der sechs Woltersdorfer Wahlbezirke.